# Brongniartia intermedia
Brongniartia intermedia är en ärtväxtart som beskrevs av Stefano Moricand. Brongniartia intermedia ingår i släktet Brongniartia och familjen ärtväxter. Inga underarter finns listade i Catalogue of Life.